# Каучук
Каучукът е високоеластичен полимер, добиван от сока на специални растения или синтезиран изкуствено. Каучукът бива естествен и синтетичен, като поради близките си свойства те успешно се смесват за целите на различните производства на гуми.

## Етимология
Терминът „каучук“ произлиза от две думи на езика на индианците, населяващи бреговете на Амазонка: „кау“ – дърво, „учу“ – плаче, тече. Каучу е сока на дървото хевея, първото и най-важно каучуково растение.

## Естествен каучук
Естественият каучук се съдържа в сока на дървесния вид бразилска хевея (Hevea brasiliensis), както и в около 500 други тропически растения. Ако се направят нарези на стъблото, тези растения отделят млечен сок, наречен латекс, който съдържа около 40% естествен каучук (химическото му наименование е полиизопрен). Отделянето на каучука от латекса става чрез коагулация с помощта на оцетна или мравчена киселина. Полученият продукт се промива, валцува и суши. Суровият естествен каучук при стайна температура е мек и еластичен, с прекрасни свойства, но при температури под 15 °C става твърд, при по-нататъшно охлаждане – и крехък. При нагряване над 40 °C става мек, пластичен и лепкав, загубва еластичността си. Разтворим е в множество органични разтворители. На практика ценните свойства на естествения каучук се проявяват само при температури, близки до стайните. Решението на проблема се нарича вулканизация, която е открита след многобройни опити от Чарлз Гудиър през 1839 г. При вулканизацията предварително смесеният с определено количество сяра каучук се загрява за няколко минути до 130 – 180 °C. След вулканизация естественият каучук придобива постоянна еластичност в много широк температурен интервал, което е позволило масовата му употреба. Намира приложение при производство на автомобилни гуми, обувни изделия, електроизолационни материали, ремъци, поточни ленти, уплътнения, лепила и други.

## Синтетичен каучук
Синтетичният каучук е полимер (бутадиенов, бутадиенстиренов, хлоропренов, полиуретанов, силиконов и др.). Естественият каучук след вулканизация притежава ценни свойства, но добивът му е ограничен (едно зряло дърво дава годишно 2 – 5 kg каучук). За да се отговори на нарастващото потребление на каучук са синтезирани изкуствени полимери от нефтопродукти, които са с подобни характеристики на естествения каучук. Първият масово произвеждан синтетичен каучук е бутадиеновият. По-късно са създадени изопренови, хлоропренови, бутадиенстиренови, бутадиеннитрилови, бутилови, силиконови, полиуретанови и др. Синтетичните каучуци, както и естественият, в сурово състояние са меки и пластични при стайна температура, но влошават свойствата си при отклонение от температурния интервал 15 – 40 °C. Синтетичните каучуци позволяват смесване с естествен каучук в широки граници, като при това се получават смеси с различни и разнообразни свойства. След вулканизация със сяра синтетичният каучук придобива същите свойства като вулканизирания естествен каучук. Някои видове синтетичен каучук са по-устойчиви от естествения каучук. За подобряване свойствата на каучука, освен вулканизатора (сяра), при производството му се добавят и други съставки, като ускорители и активатори на вулканизацията, забавители, омекотители, противостарители, пълнители и оцветители.

## Гума
Вулканизираният каучук, наричан също гума, се използва за изработката на множество гумени изделия, като уплътнения, играчки, обувки, дори за оръжия – например гумена прашка или гумен куршум.